# Barry Railway

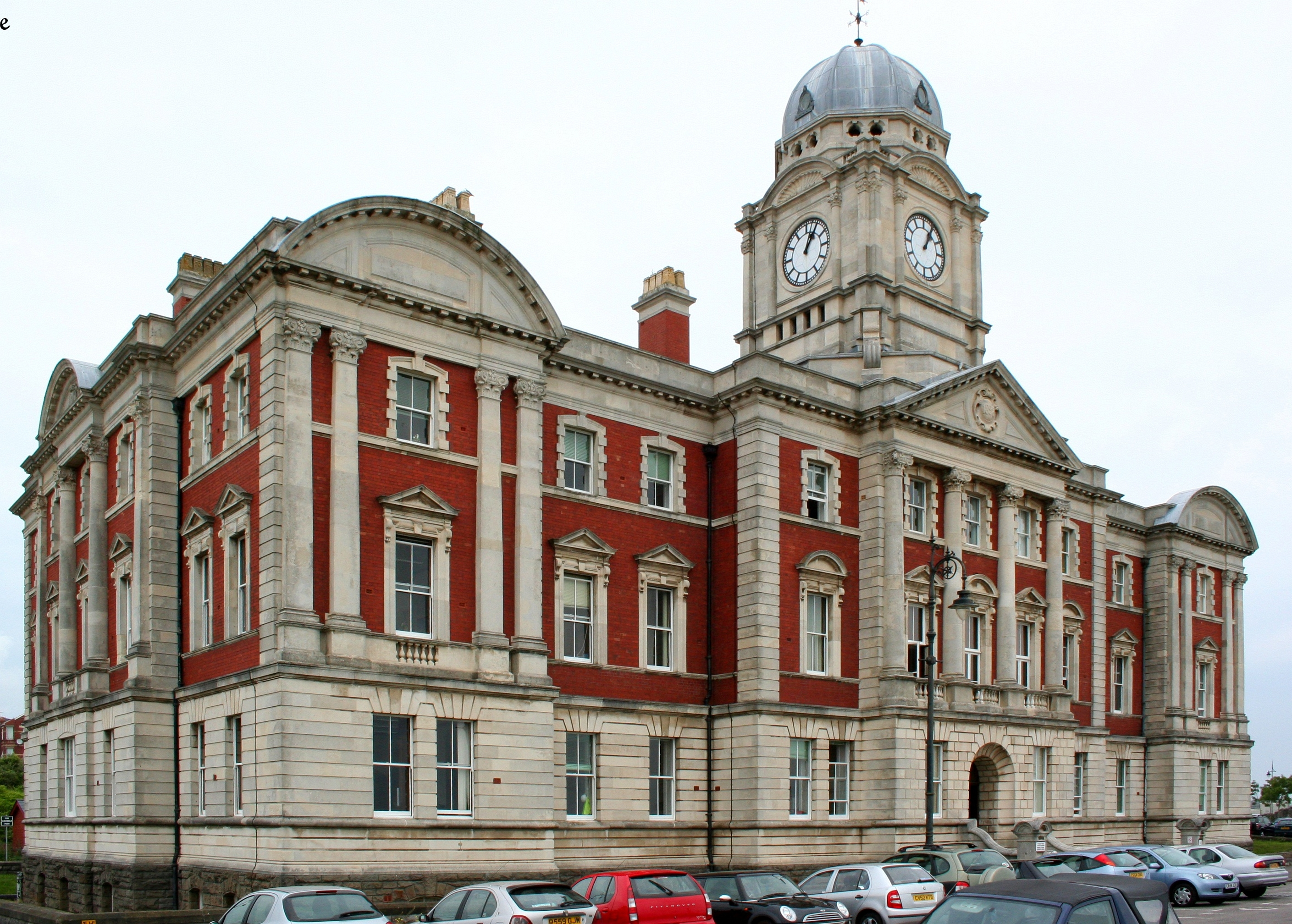
Bürogebäude der Barry Railway, 2007

Die Barry Railway war eine britische Eisenbahngesellschaft in Wales. Ihr Streckennetz hatte 1922 eine Länge von 109 Kilometer.

## Geschichte
Am 5. Juli 1865 wurde die Barry Dock and Railway gegründet, die Peterston mit Barry verband. Nachdem die Gesellschaft 1878/1879 ihren Betrieb eingestellt hatte, erfolgte am 14. August 1884 eine Neugründung. Man begann mit dem Bau einer 122 Kilometer langen Bahnstrecke von Barry Dock ins Rhondda Valley sowie einer Nebenstrecke nach Cogan. Am 8. Februar 1889 wurde der Abschnitt Barry–Barry Dock für den Personenverkehr eröffnet. Am 13. Mai folgten die Abschnitte von St Fagans nach Cadoxton und von Barry nach Cogan. Am 18. Juli 1889 war dann die gesamte Strecke bis Trehafod fertiggestellt. Am 5. August 1891 änderte die Gesellschaft den Namen in Barry Railway. 1896 wurde eine Strecke zur Barry Island gebaut, die später noch bis zu den Barry Piers verlängert wurde. Die Gesellschaft nahm in der Folge den Dampfschiffbetrieb auf. Auf Grund der auflaufenden Verluste wurde dieser bereits 1909 wieder verkauft. Die Gesellschaft konnte zwischen 1913 und 1920 stets eine Dividende von 9,5 % zahlen. 1913 wurde ein Drittel der von Südwales exportierten Kohle durch die Barry Railway befördert. Am 1. Januar 1922 kam die Gesellschaft zur Great Western Railway (GWR).

## Lokomotiven und Wagen

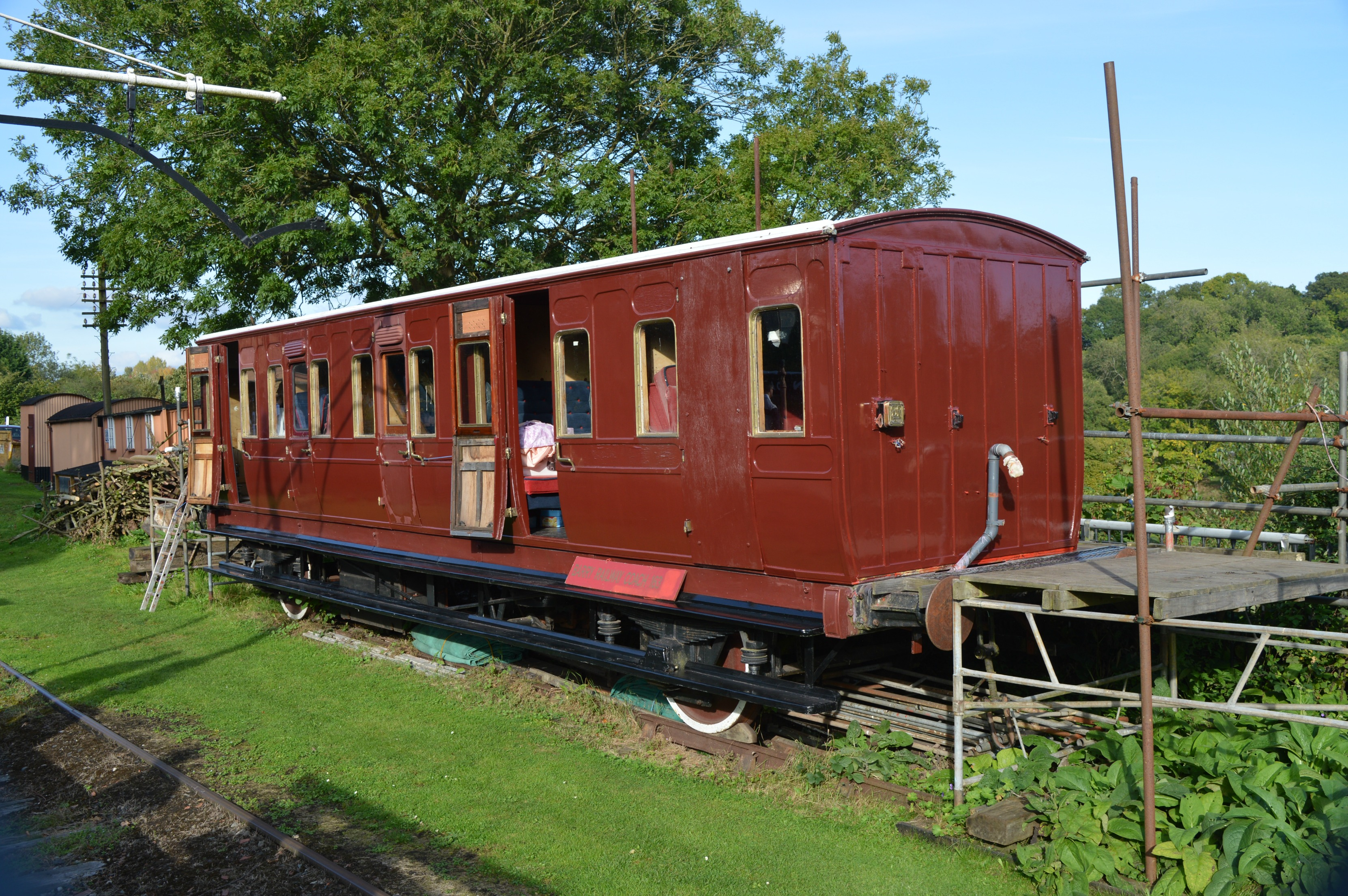
Erhaltener Personenwagen nach Musterblatt 5

Die Barry Railway verfügte ab 1914 über 148 Lokomotiven, von denen keine einzige während ihrer Existenz ausgemustert wurde. Lediglich die beiden 1905 gebauten Dampftriebwagen Nr. 1 und 2 wurden später zu Personenwagen umgebaut. Bis auf vier Lokomotiven der Baureihe D waren alle Maschinen Tenderlokomotiven. Am 1. Januar 1922 gingen sie zusammen mit 194 Personenwagen und 2136 Güterwagen an die GWR über.